# SWEEPS-10
SWEEPS-10 (SWEEPS J175902.00-291323.7) – gwiazda w konstelacji Strzelca, leżąca w odległości ok. 8,5 tys. parseków od Ziemi w centralnym zgrubieniu Drogi Mlecznej. Została odkryta przy użyciu Kosmicznego Teleskopu Hubble’a w ramach programu SWEEPS (Sagittarius Window Eclipsing Extrasolar Planet Search).
Wraz z gwiazdą za pomocą metody tranzytów odkryto planetę (o tym samym oznaczeniu) należącą do klasy planet o ultrakrótkim okresie orbitalnym (ang. ultra-short-period planets). Okrąża ona swoją gwiazdę w ciągu 10 godzin po orbicie o promieniu 0,008 j.a. W chwili odkrycia była planetą o najkrótszym okresie orbitalnym spośród wszystkich znanych planet. Odkrycia planety do tej pory nie potwierdzono.